# Francis Lee
Francis Henry Lee (Westhoughton, Inglaterra, 29 de abril de 1944-2 de octubre de 2023) fue un futbolista británico, que jugaba de delantero. Es plenamente identificado con el Manchester City de Inglaterra, equipo donde vivió la mejor etapa de su carrera como futbolista, anotando 112 goles en 249 partidos.

## Selección nacional
Con la Selección de fútbol de Inglaterra, disputó veintisiete partidos internacionales y anotó diez goles. Participó con la selección inglesa en una sola edición de la Copa Mundial, la de México 1970 donde su selección quedó eliminada en los cuartos de final frente a Alemania Federal.

### Participaciones en Copas del Mundo
| Mundial                        | Sede   | Resultado        |
| ------------------------------ | ------ | ---------------- |
| Copa Mundial de Fútbol de 1970 | México | Cuartos de final |

## Clubes
| Club             | País       | Año       | Partidos | Goles |
| ---------------- | ---------- | --------- | -------- | ----- |
| Bolton Wanderers | Inglaterra | 1959-1967 | -        | -     |
| Manchester City  | Inglaterra | 1967-1974 | 330      | 148   |
| Derby County     | Inglaterra | 1974-1976 | -        | -     |